# Cee (kommunhuvudort)
Cee är en kommunhuvudort i Spanien.   Den ligger i provinsen Provincia da Coruña och regionen Galicien, i den nordvästra delen av landet, 500 km nordväst om huvudstaden Madrid. Cee ligger 15 meter över havet och antalet invånare är 7 381.
Terrängen runt Cee är varierad. Havet är nära Cee åt sydväst. Runt Cee är det ganska tätbefolkat, med 80 invånare per kvadratkilometer. Cee är det största samhället i trakten. I omgivningarna runt Cee växer i huvudsak blandskog.